# .uy
.uy為烏拉圭國家及地區頂級域（ccTLD）的域名。該域名於1990 年 9 月 10 日啟用。用戶可以申請註冊該域名的二級域名（自 2012 年 6 月 11 日起）以及三級域名。

## 外部連結
- IANA .uy whois information（页面存档备份，存于）
- .com.uy domain registration website（页面存档备份，存于）
- Registration website beneath other .uy second-level domains（页面存档备份，存于）